# رجا بدر
رجا بدر (1955 -) هو مغني وممثل لبناني، مقيم في كندا.

## حياته
ولد سنة 1955 بببلدة قب إلياس تابعة إداريًا لقضاء زحلة في محافظة البقاع، نشأ وتلقى دروسه في عائلة تحب الفن، غني في مسارح مدرسته لوديع الصافي ومحمد عبد الوهاب، بعد بلوغه انتقل على بيروت ليتخصص في مجال تصفيف الشعر لمدة سنتين ثم عاد لبلدته ليعمل بأحد صالوناتها.
هاجر إلى كندا عام 1989 بعد الحرب الأهلية، وتزوج قبلها بعام من المغنية سعاد الزين ابنة عمر الزين وله ابن يدعى رامي و هو أيضا" فنانا"لبنانيا"، وابنته ربى وتعمل في مجال الأعمال والإدارة.

## مسيرته
- عمل في مجال تصفيف الشعر قبل الفن وكان ذلك سبب لاكتشاف الموهبة، حيث كان موقع الصالون بقرب من اوتيل بارك اوتيل شتورا وكان مقصد كبار السياسيين والفنانين من أنحاء العالم .

- تعرف على محمد عبد الوهاب عندما كان بزيارة للبنان وسمع صوته وشجعه وأصبح على صداقه معه.
- تقدم استديو الفن عام 1973 بنسخته الاولى غنى لوديع وفاز بالميدالية الفضية ومن ذالك الوقت أطلق أغنيته الاولى (عبوردانا) من كلماته والحانه عمل مع الأخوان رحباني في معظم مسرحياتهم.[5]
- هاجر إلى كندا بسبب الحرب الأهلية سنة 1989 ولا يزال هناك، ولم يعود لكنه قال لم يستجيب له أحد وحورب فنياً.[6]

## أعماله
عمل في مسرح الرحباني، قدم أدوار نعمان «ميس الريم»، صالح البهلوان في «بترا»، «بيّاع الخيار» و»رئيس الكناسين» في «الشخص»، رايناه «صبحي البدوي في «لولو»، أستاذا يعلم المساجين الموسيقى في «من يوم ليوم.